# Slide on This
Slide on This är Ronnie Woods femte soloalbum, utgivet 1992 av skivbolaget Continuum Records. Det sista spåret, "Breathe on Me", är en nyinspelning av en låt som ursprungligen dök upp på Woods soloalbum från 1975, Now Look.

## Låtlista
1. "Somebody Else Might" – 4:54
2. "Testify" (George Clinton/Deron Taylor) – 5:00
3. "Ain't Rock and Roll" – 3:46
4. "Josephine" – 5:29
5. "Knock Yer Teeth Out" (Ron Wood/Bernard Fowler/Julian Lloyd) – 4:01
6. "Ragtime Annie (Lillie's Bordello)" (Trad.) – 2:34
7. "Must Be Love" (Jerry Williams) – 4:11
8. "Fear for Your Future" – 4:02
9. "Show Me" (Jerry Williams) – 3:32
10. "Always Wanted More" – 5:34
11. "Thinkin'" – 5:50
12. "Like It" – 4:21
13. "Breathe on Me" – 5:39

- Alla låtar skrivna av Ronnie Wood och Bernard Fowler där inget annat anges.

## Medverkande
Musiker
- Ronnie Wood – sång, gitarr, munspel, basgitarr
- Joe Elliott – sång
- The Edge – gitarr
- Doug Wimbish – basgitarr
- Simon Kirke – trummor
- Charlie Watts – trummor
- Wayne P. Sheehy – trummor
- Chuck Leavell – piano, hammondorgel
- Ian McLagan – piano
- Bernard Fowler – keyboard, trumprogrammering, sång
- Felim Gormley – saxofon
- Sergei Erdenko – fiol
- Colm McCauchey – fiol
- Oleg Ponomarev – fiol
- Sean Garvey – dragspel
- Michael Kamen – arrangement (stråkinstrument)

Produktion
- Ronnie Wood – musikproducent, omslagskonst
- Bernard Fowler – musikproducent
- Eoghan Mc Carron – ljudtekniker, assisterande musikproducent
- Jason Corsaro – ljudtekniker (spår 1), ljudmix
- Continuum In-house Art – omslagsdesign
- Sebastian Kruger – omslagskonst
- The Douglas Brothers – foto